# Gustaf Hedberg (bokbindare)
Gustaf Hedberg, född den 22 april 1859 i Höja socken i dåvarande Kristianstads län, död 11 juni 1920 i Stockholm, var en svensk bokbindare. 
Hans föräldrar var trädgårdsmästaren Jöns Persson och Johanna Jönsdotter. Hedberg lärde yrket i Helsingborg, Stockholm 1878-81, Paris 1881-85 och London. Han öppnade 1886 sin egen verkstad i numera rivna Klarakvarteren i Stockholm, huvudsakligen för inbindning av biblioteks- och lyxband, delvis med användning av äkta marokäng. 1889 erhöll Hedberg stipendium för besök på Parisutställningen. Hedberg var en artist i sin konst, som i lädermosaik med guldkontur utförde en mängd album och pärmar åt framstående personer, lärda samfund och samlare. Vid utställningarna i Chicago 1893 och i Stockholm 1897 erhöll han första pris. 1901 blev han hovbokbindare. Han gjorde även studieresor till London och Paris varifrån han hemförde nya stilar och utsmyckningsdetaljer. Hedberg är känd för sina många praktband i jugendstil, ofta utförda i samarbete med samtida svenska konstnärer som Olle Hjortzberg, Arthur Sjögren, Agi Lindegren och Alf Wallander.
Hedbergs bokbinderi förvärvades av Kungliga biblioteket 1969, och utgör idag en särskild boksamling innehållande bland annat bokbinderiets firmaarkiv, korrespondens, bandsamling, Arvid Hedbergs bokhistoriska forskning, fotoalbum, mallar och provböcker, materiallager, inventarier som maskiner och pressar, verktyg för handförgyllning samt originalritningar, skisser och avdrag.
Exempel på Hedbergs bokbinderi finns bland annat den stora boksamling som bibliofilen Carl Martin Collin 1926 donerade till Lunds universitetsbibliotek.